# Kerep
Kerep (en cyrillique : Кереп) est un village de Bosnie-Herzégovine. Il est situé dans la municipalité de Gradačac, dans le canton de Tuzla et dans la fédération de Bosnie-et-Herzégovine. Selon les premiers résultats du recensement bosnien de 2013, il compte 980 habitants.

## Démographie

### Évolution historique de la population
| 1948 | 1953 | 1961 | 1971 | 1981 | 1991 | 2013 |
| ---- | ---- | ---- | ---- | ---- | ---- | ---- |
| -    | -    | 607  | 720  | 832  | 891  | 980  |

|  |

### Communauté locale
En 1991, la communauté locale de Kerep comptait 2 206 habitants, répartis de la manière suivante :